# Na Medida Certa

Na Medida Certa é o terceiro single do álbum Depois de um Longo Inverno da banda CPM 22.
O single fez bastante sucesso e alcançou a posição #49 no Hot 100 Brasil permanecendo entre as 100 mais tocadas durante 12 semanas.

## Composição da faixa
A música single foi composta pelo guitarrista da banda Luciano Garcia, demonstrando o amadurecimento musical e pessoal da banda. A faixa inicialmente teria o título de "Família", mas não o recebeu por já existir uma música marcante com o mesmo nome.